# ハインツ・ココット
ハインツ・ココット(ドイツ語: Heinz Kokott、1900年11月14日 - 1976年5月29日)は、ドイツの軍人。最終階級は陸軍少将。

## 経歴
第二次世界大戦では第26歩兵師団最後の司令官を務めた。
ココットはバルバロッサ作戦やウーマニの戦い、バストーニュの戦いなどに参戦している。1945年4月、米軍の捕虜となり、1947年に釈放された。

## 人物
ココットは親衛隊全国指導者ハインリヒ・ヒムラーの義兄弟に当たる。

## 叙勲
- 鉄十字章
  - 二級鉄十字勲章1939年章
  - 一級鉄十字勲章1939年章
- 戦傷章
  - 戦傷章黒章
- 1941年/1942年東部戦線冬季戦記章
- 騎士鉄十字章
  - 騎士鉄十字章 (1943年3月17日)[2]